# Флоренс, Дэвид
Дэвид Флоренс  (англ. David Florence, род. 8 августа 1982, Абердин) — спортсмен из Великобритании. Каноист. Олимпийский медалист. Флоренс завоевывал серебряные медали на трех Олимпийских играх: в С-1 в 2008 году, в C-2 в 2012 и 2016 годах (с Ричардом Хоунслоу).

## Биография
Флоренс Дэвид родился в городе Абердин, в возрасте от 7 до 18 лет жил в Эдинбурге. Учился в Roseburn Primary School и в Stewarts Melville College secondary school. Греблей начал заниматься в возрасте до 14 лет. Учился в Ноттингемском университете. Его отец был шотландским чемпионом на каноэ, его брат также занимался греблей на каноэ.
В 2005 году Флоренс занял 4 место на чемпионате Европы, на чемпионате мира того же года занял 15 — е место. В 2006 году завоевал золотую медаль на чемпионате мира в Аугсбурге. В 2009 году в дисциплине С-2 вместе с Ричардом Хаунслоу завоевал серебро в командном зачете C-2. В 2013 году на чемпионате мира в Праге завоевал 2 золотые медали (С-1 и С-2) и одну бронзовую (C-2, команда).
В 2009 году он стал первым на чемпионате мира в дисциплине C-1. Флоренс также имеет семь медалей чемпионатов Европы (1 золото, 1 серебро и 5 бронз).

## Выступление на Олимпиадах
| Олимпиада           | Дисциплина             | Место |
| ------------------- | ---------------------- | ----- |
| Пекин 2008          | каное-одиночка, слалом | 2     |
| Лондон 2012         | каное-двойка, слалом   | 2     |
| Лондон 2012         | каное-одиночка, слалом | 10    |
| Рио-де-Жанейро 2016 | каное-двойка, слалом   | 2     |